# Dave Handley
David Handley (ur. 3 lutego 1932 w Birmingham, zm. 9 marca 2013 w Bracknell) – brytyjski kolarz torowy, brązowy medalista mistrzostw świata.

## Kariera
Największy sukces w karierze Dave Handley osiągnął w 1960 roku, kiedy zdobył brązowy medal w sprincie indywidualnym amatorów podczas mistrzostw świata w Lipsku. W zawodach tych wyprzedzili go jedynie Włoch Sante Gaiardoni oraz Belg Leo Sterckx. Był to jedyny medal wywalczony przez Handleya na międzynarodowej imprezie tej rangi. W tym samym roku wystartował na igrzyskach olimpijskich w Rzymie, gdzie zajął piąte miejsce w wyścigu tandemów.